# Sredets (ort)
Sredets (bulgariska: Средец) är en ort i Bulgarien.   Den ligger i kommunen Obsjtina Sredets och regionen Burgas, i den östra delen av landet, 300 km öster om huvudstaden Sofia. Sredets ligger 25 meter över havet och antalet invånare är 9 573.
Terrängen runt Sredets är huvudsakligen lite kuperad. Sredets ligger nere i en dal. Runt Sredets är det glesbefolkat, med 14 invånare per kvadratkilometer.. Det finns inga andra samhällen i närheten.
I omgivningarna runt Sredets växer i huvudsak lövfällande lövskog.